# パラキクロトサウルス
パラキクロトサウルス（学名：Paracyclotosaurus）は、絶滅した分椎目の属。外見は現生の有尾目に類似するが、より大型であり、全長は約2.45メートル、体重は159 - 365キログラムと推定されている。前期三畳紀から中期三畳紀にかけて生息し、化石がオーストラリア、インド、南アフリカ共和国から産出している。

## 発見と命名

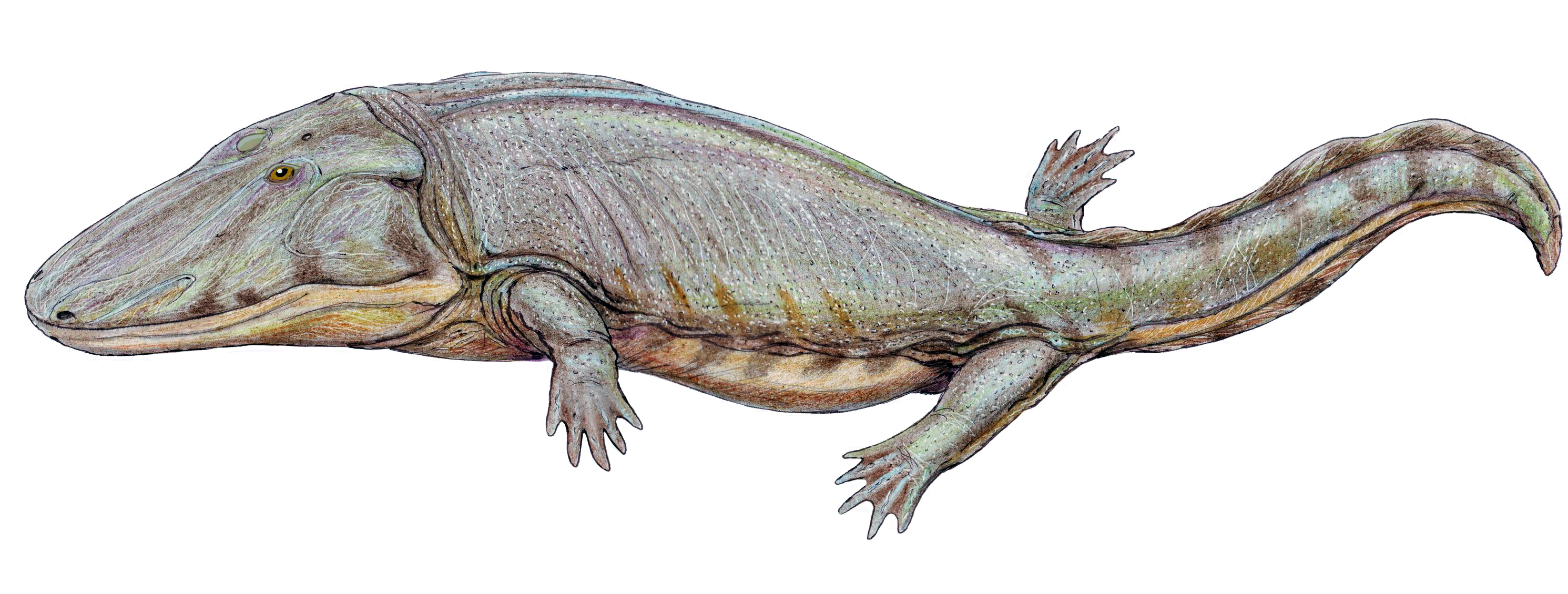
Paracyclotosaurus davidi の復元

タイプ種 P. davidi はオーストラリアから回収された1体の完全な標本のみが知られている。本標本はニューサウスウェールズ州のシドニー Inner West の郊外で採掘従事者により1910年に発見されており、ほぼ完全な骨格が Ashfield Shale の大型ノジュールに被覆されていた。復元が完了したのは1914年のことで、直ちにキクロトサウルスに近縁な生物として同定された。模式標本の保存状態は悪かったが、基盤岩から骨格を取り除いた後の印象からキャストを複製し、そのキャストから多くの詳細が判明した。
Paracyclotosaurus davidii の種小名は、本標本がロンドン自然史博物館に入手されるよう手配したエッジワース・デイヴィッドへの献名である。

## 形態と生態
陸上で過ごすことも可能であったが、パラキクロトサウルスは多くの時間を水中で過ごしていた可能性が高い。体は扁平で、約60センチメートルにおよぶ頭部を持ち、その形態は現生のワニに類似する。同じ分椎目であるアファネランマがインドガビアルに類似する細長い吻部を持つ一方、パラキクロトサウルスの幅広で先端が丸みを帯びた吻部はアリゲーター上科を彷彿とさせるものである。
パラキクロトサウルスは、姿の類似するアリゲーターと同様に水辺における待ち伏せ型の捕食動物であり、やや閉じた水圏に生息していたとされる。ただし、歯は細かく、陸上の大型脊椎動物よりは魚類の捕食に適している。

## ギャラリー

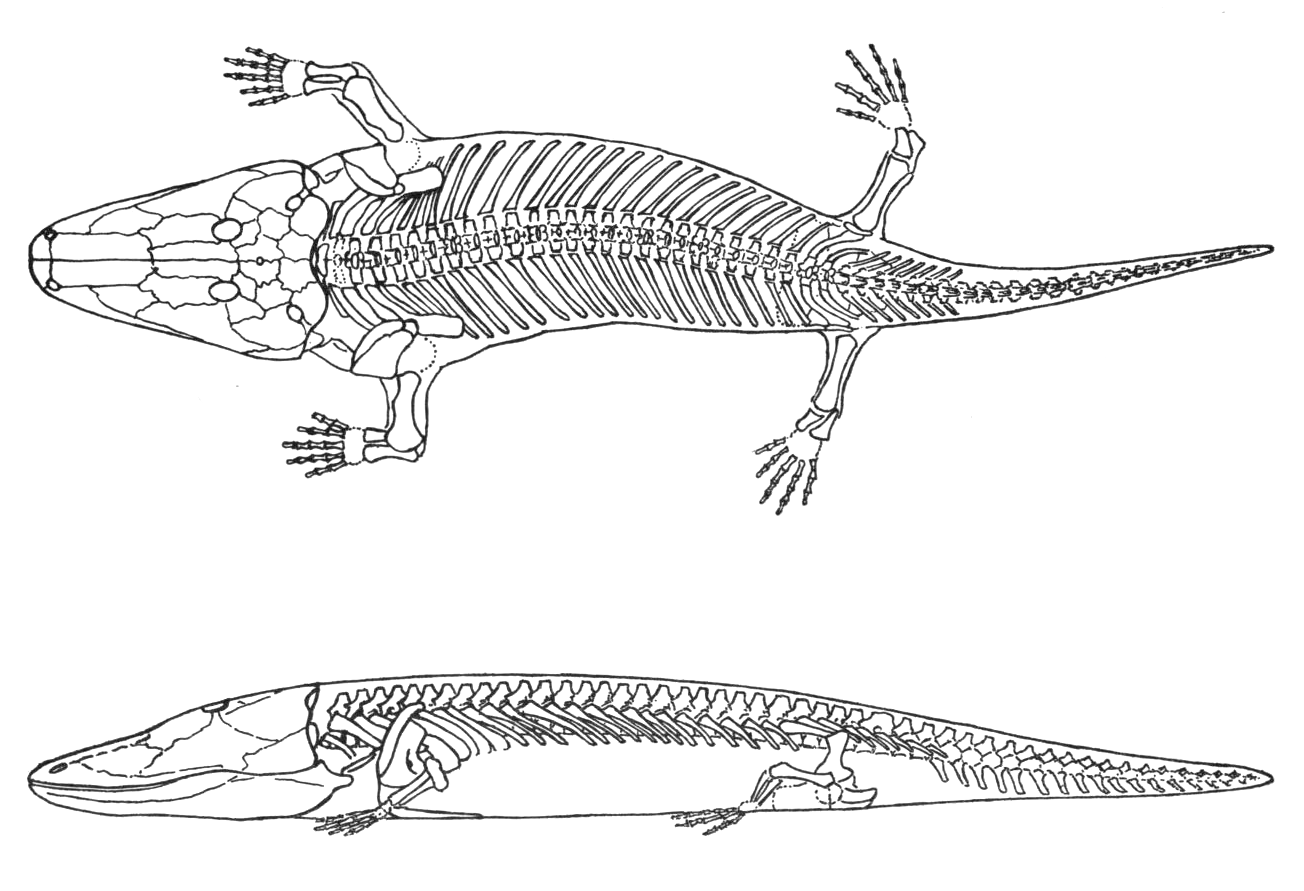
Paracyclotosaurus davidi 骨格ダイアグラム
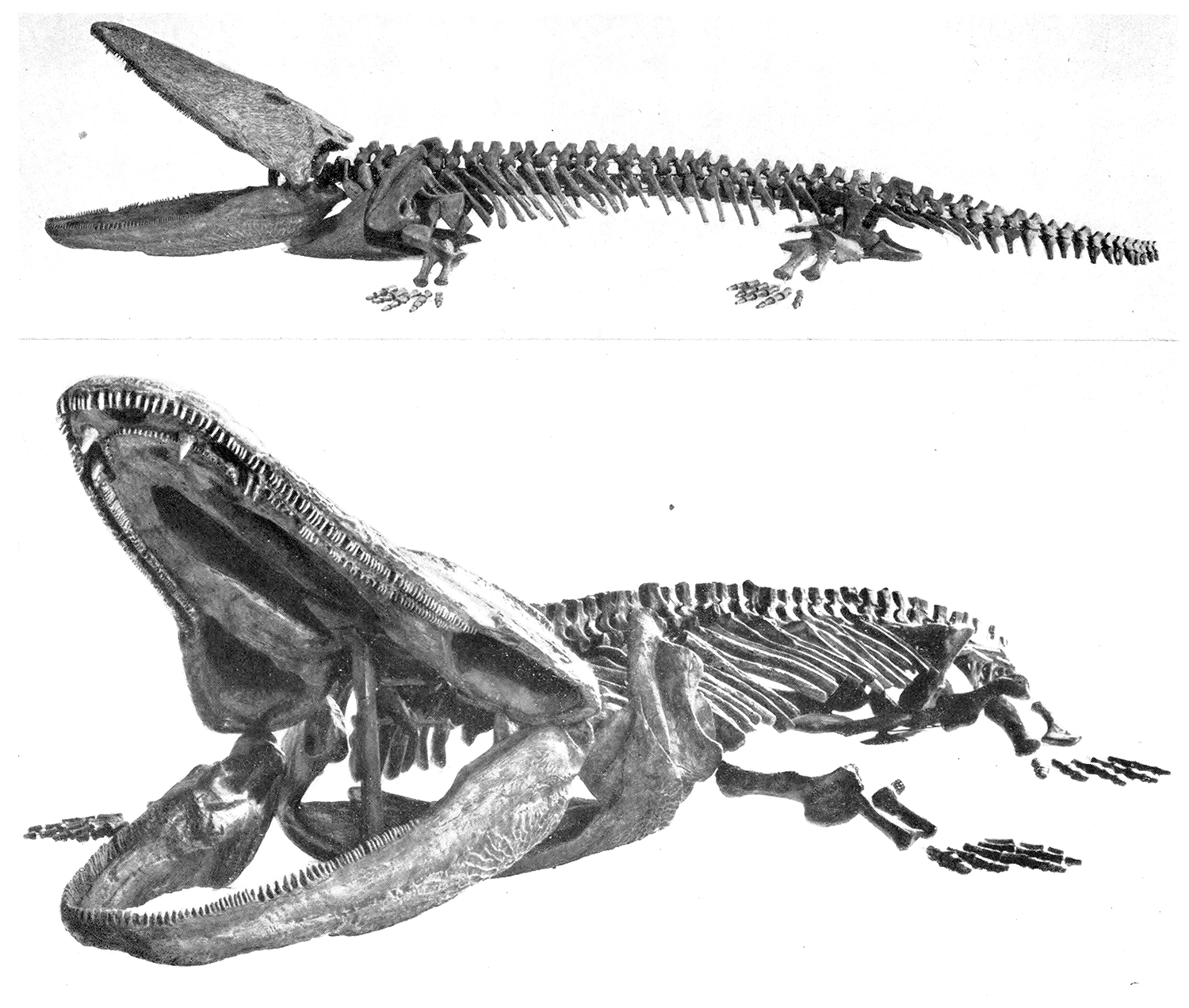
Paracyclotosaurus davidi 骨格復元
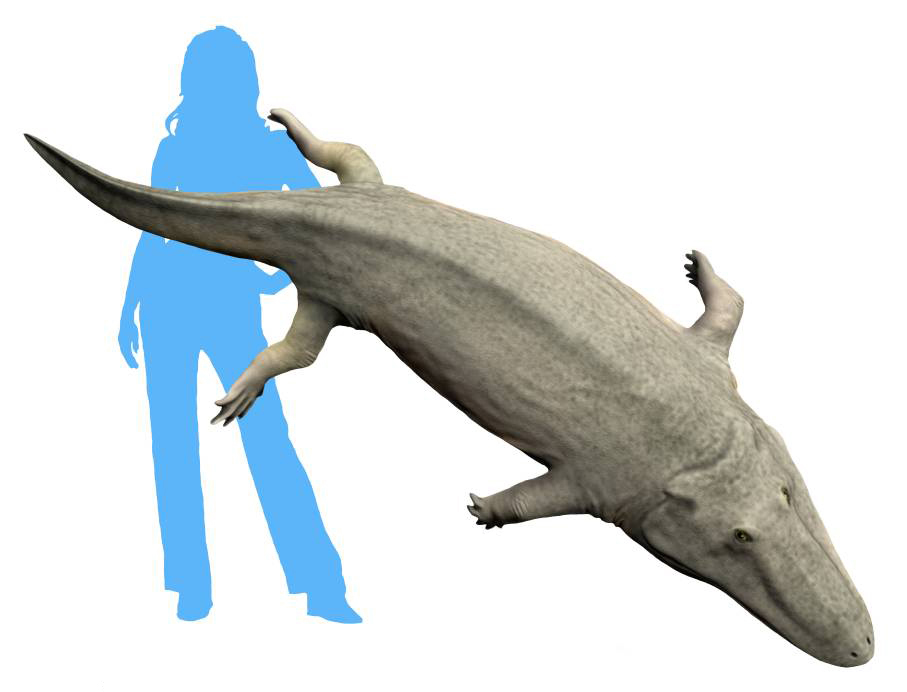
Paracyclotosaurus crookshanki 生体想像復元図